# Петрова (Гаринский муниципальный округ)
Петрова — деревня в Гаринском городском округе Свердловской области России.

## Географическое положение
Деревня Петрова муниципального образования «Гаринский городской округ» расположена в 8 километрах (по автотрассе в 9 километрах) к северо-северо-западу от посёлка Гари, на правом берегу реки Сосьва (левого притока реки Тавда). В деревне имеется озеро старичного происхождения.

## Население
| 2002 | 2010 |
| ---- | ---- |
| 2    | ↘1   |